# José Jerônimo de Mesquita
José Jerônimo de Mesquita, segundo barão do Bonfim (Mariana, 15 de novembro de 1856 – 23 de setembro 1895), foi um fazendeiro brasileiro.
Filho natural de Jerônimo José de Mesquita, conde de Mesquita, e de Elisa Maria de Amorim; era meio-irmão de Jerônimo Roberto de Mesquita, segundo barão de Mesquita, e neto de José Francisco de Mesquita, marquês do Bonfim. Casou-se com Maria José Vilas Boas de Siqueira. A filha, Jerônima Mesquita, foi pioneira na luta pelo direito feminino e a emancipação da mulher e foi fundadora do Movimento Bandeirante no Brasil.
Em 1886, às vésperas da abolição da escravatura, decidiu libertar 300 escravos de suas propriedades. Em reconhecimento, o imperador D. Pedro II lhe agraciou com o título de barão, em 19 de agosto de1888.